# (36175) 1999 ST6
1999 ST6 (asteroide 36175) é um asteroide da cintura principal. Possui uma excentricidade de 0.04280400 e uma inclinação de 15.08667º.
Este asteroide foi descoberto no dia 30 de setembro de 1999 por LINEAR em Socorro.